# 룰루 (1980년 영화)
《룰루》(Loulou)는 프랑스에서 제작된 모리스 피알라 감독의 1980년 드라마 영화이다. 이자벨 위페르 등이 주연으로 출연하였다.

## 출연

### 주연
- 이자벨 위페르
- 제라르 드빠르디유
- 기 마르샹
- 움베르트 발산